# بری السن
بری السن (انگلیسی: Bree Olson؛ زاده ۷ اکتبر ۱۹۸۶) بازیگر پورنوگرافی پیشین اهل ایالات متحده آمریکا است.